# Палац «Україна» (станція метро)
50°25′15″ пн. ш. 30°31′15″ сх. д. / 50.42083° пн. ш. 30.52083° сх. д.
Пала́ц «Украї́на» — 26-та станція Київського метрополітену, розташована на Оболонсько-Теремківській лінії між станціями «Олімпійська» і «Либідська». Відкрита 30 грудня 1984 року під назвою «Червоноармі́йська». Сучасна назва — з 2 лютого 1993 року.

## Конструкція
Конструкція станції — пілонна трисклепінна з острівною платформою.
Колійний розвиток: станція без колійного розвитку
Має три підземних зали — середній і два зали з посадочними платформами. Зали станції з'єднані між собою низкою проходів-порталів, які чергуються з пілонами. Середній зал за допомогою ескалаторного тунелю з тристрічковим одномаршевим ескалатором з'єднаний з підземним вестибюлем, який з'єднує з підземним переходом під Великою Васильківською вулицею. Наземний вестибюль відсутній.

## Опис
Станція з вузькими пілонами. Інтер'єр станції цілком відповідає попередній назві: облицьовані червоною смальтою пілони з торцями з іржостійкої сталі, торець центрального залу з зображенням червоноармійця, колійні стіни з червоними зірками — емблемами Червоної Армії та Радянської Армії на дверцятах кабельних шаф на колійних стінах. 2015 року всі мозаїчні панно приховано.
На цій станції одночасно із станцією «Серпуховська» Московського метрополітену було використано експериментальну технологію освітлення на основі світловоду. На жаль, ні у нас, ні у Москві, експеримент не вдався, конструкція світловоду виявилася технічно недосконалою і згодом була замінена на кільцеві світильники, що виявилися зайвими в музеї Леніна (нині — «Український дім»).
Станція розташована на Великій Васильківській вулиці, радянська назва якої — «Червоноармійська» — дала станції первісну назву. Сучасна назва станції за назвою розташованого неподалік палацу мистецтв «Україна».

## Пасажиропотік
| Рік                           | 2009 | 2011 | 2012 | 2013 | 2014 | 2015 | 2016 | 2017 | 2018 |
| ----------------------------- | ---- | ---- | ---- | ---- | ---- | ---- | ---- | ---- | ---- |
| Пасажиропотік, тис. осіб/добу | 22,6 | 21,0 | 21,0 | 21,7 | 20,2 | 19,1 | 18,7 | 18,9 | 19,0 |

## Галерея

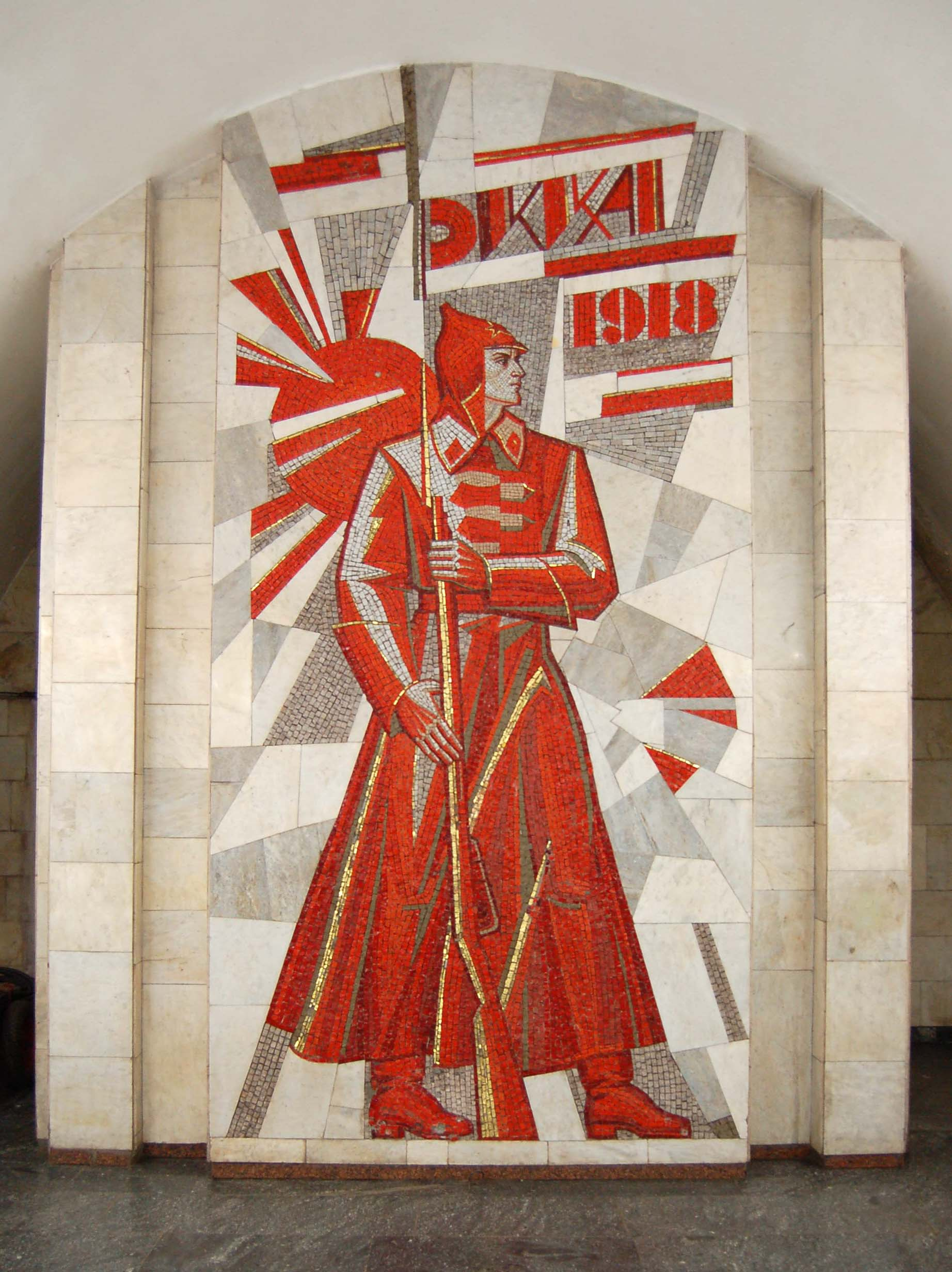
Мозаїка у торці центрального залу, закрита у лютому 2014 року
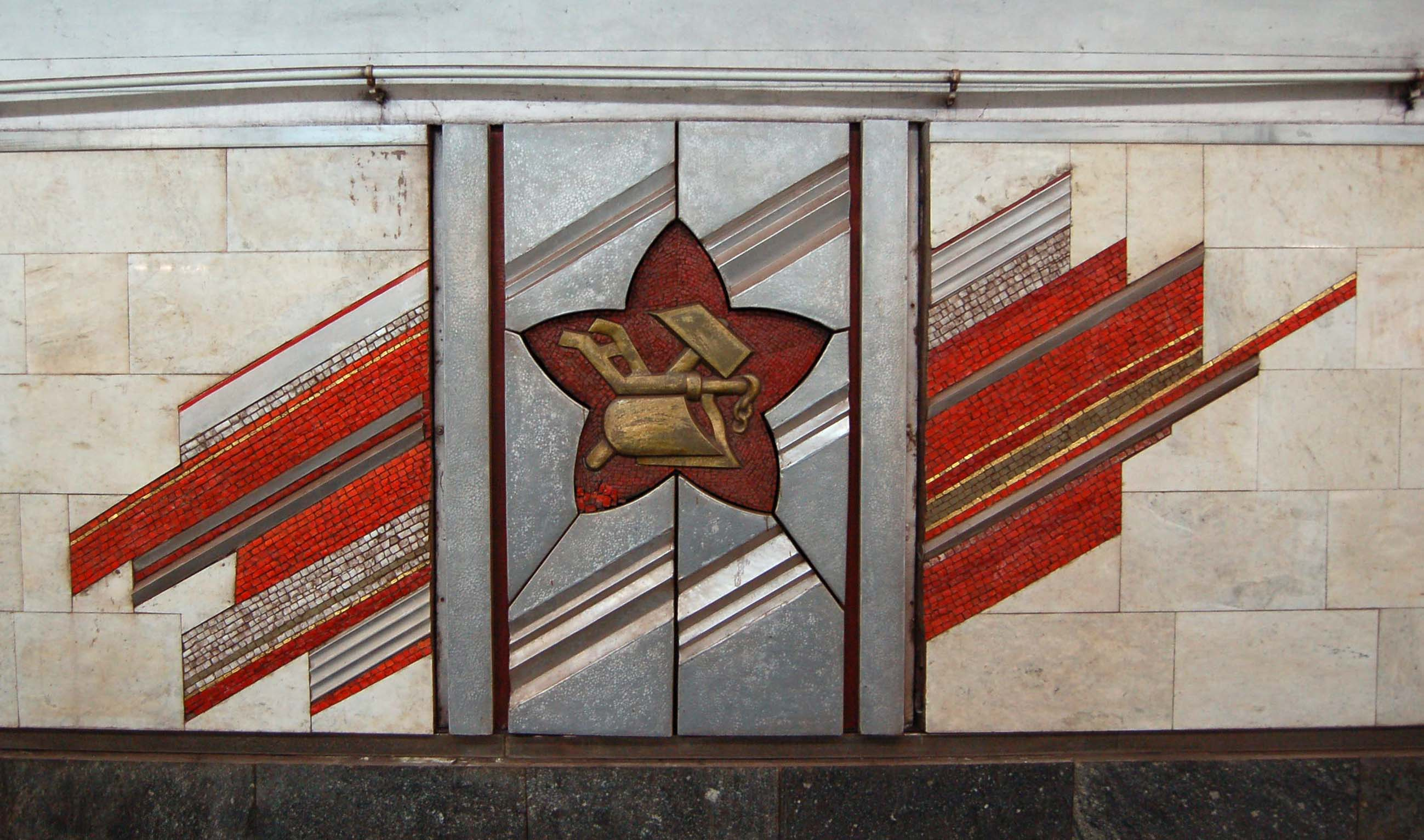
Зірка Червоної Армії на колійній стіні, закрита у лютому 2014 року
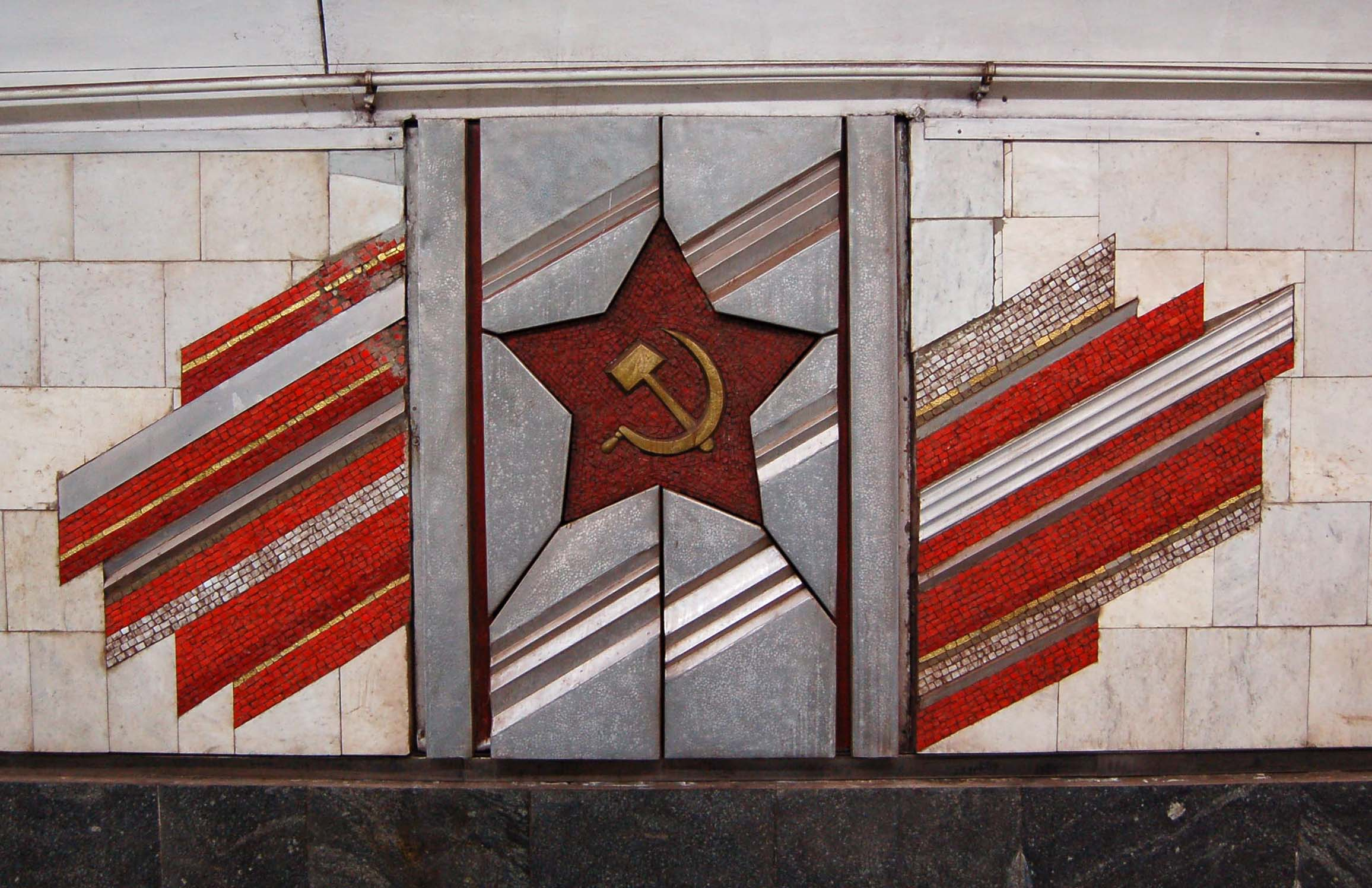
Зірка Радянської армії на колійній стіні, закрита у лютому 2014 року
Залишки панно із Червоною зіркою Червоної армії після декомунізації. Фото 2023 року
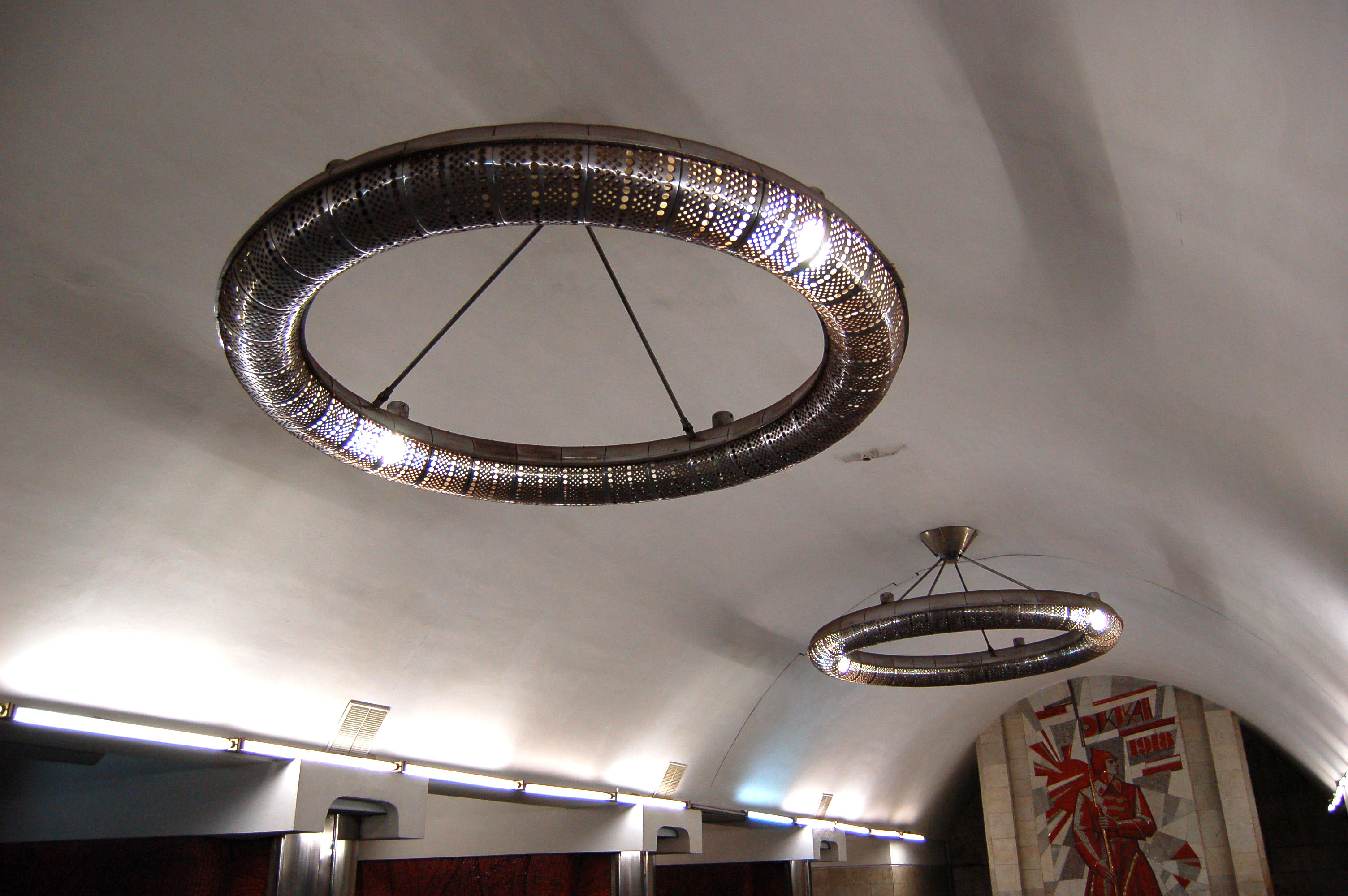
Світильник у центральному залі
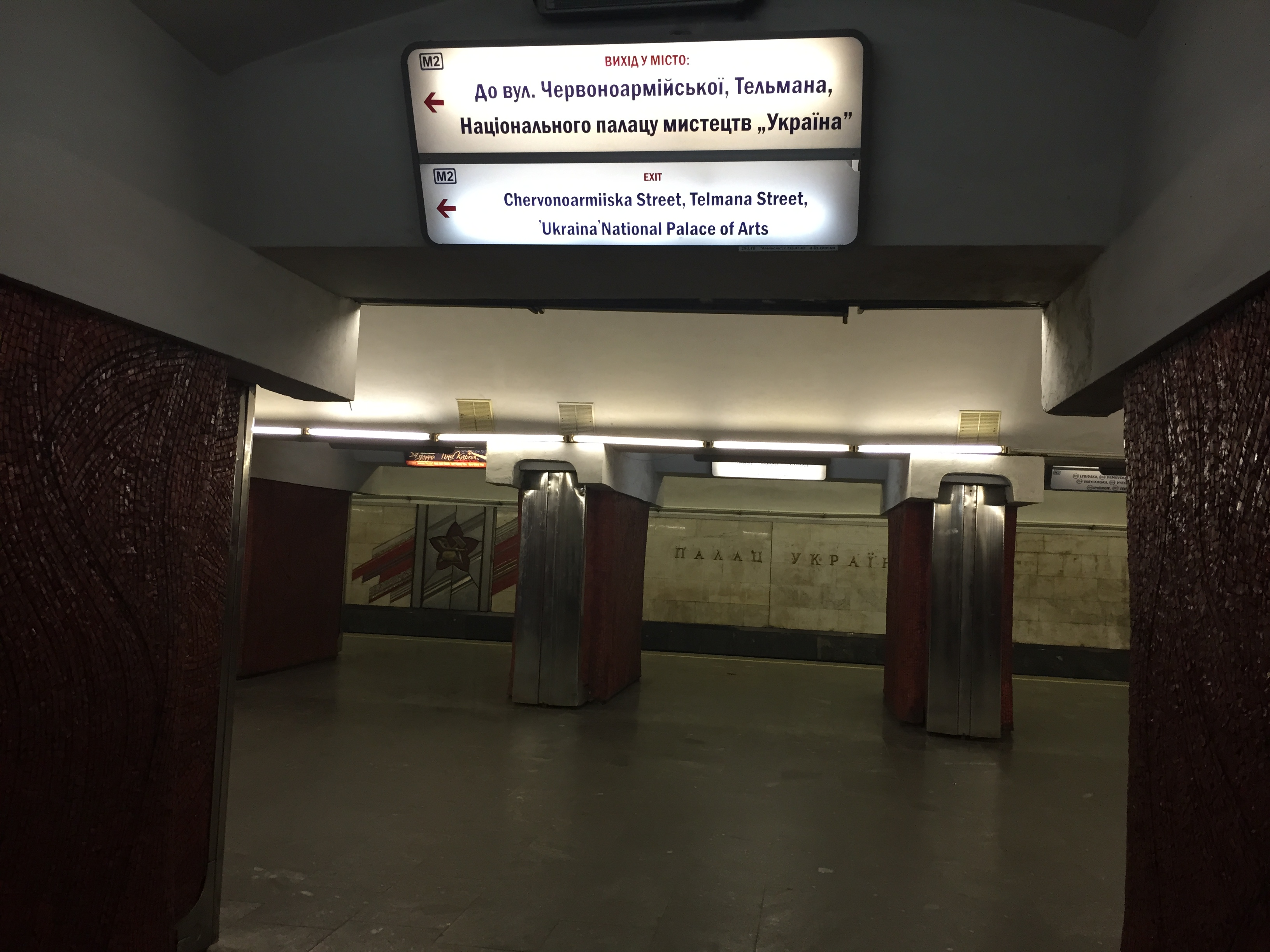
Форма пілонів
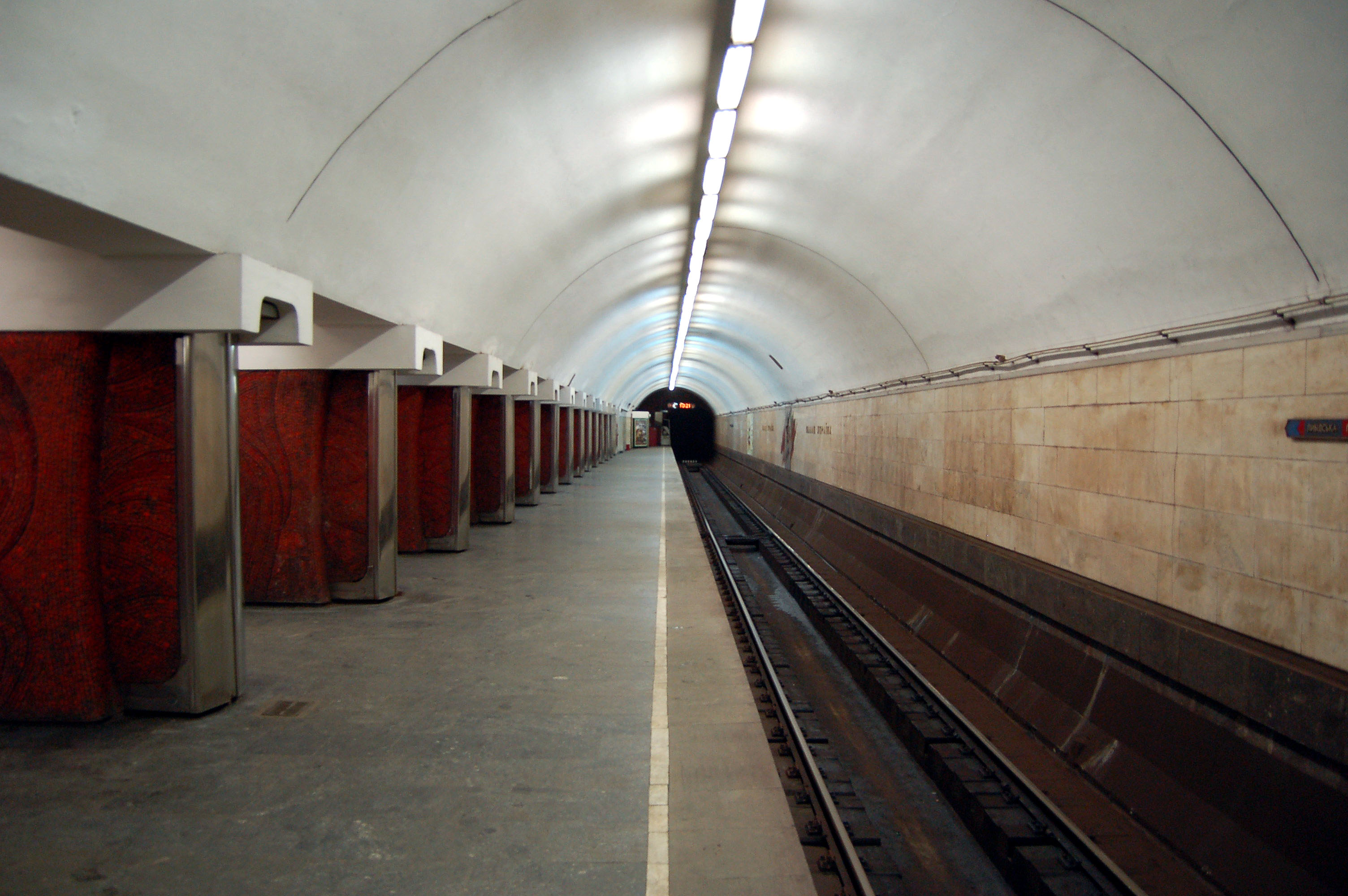
Посадочна платформа в бік «Либідської»
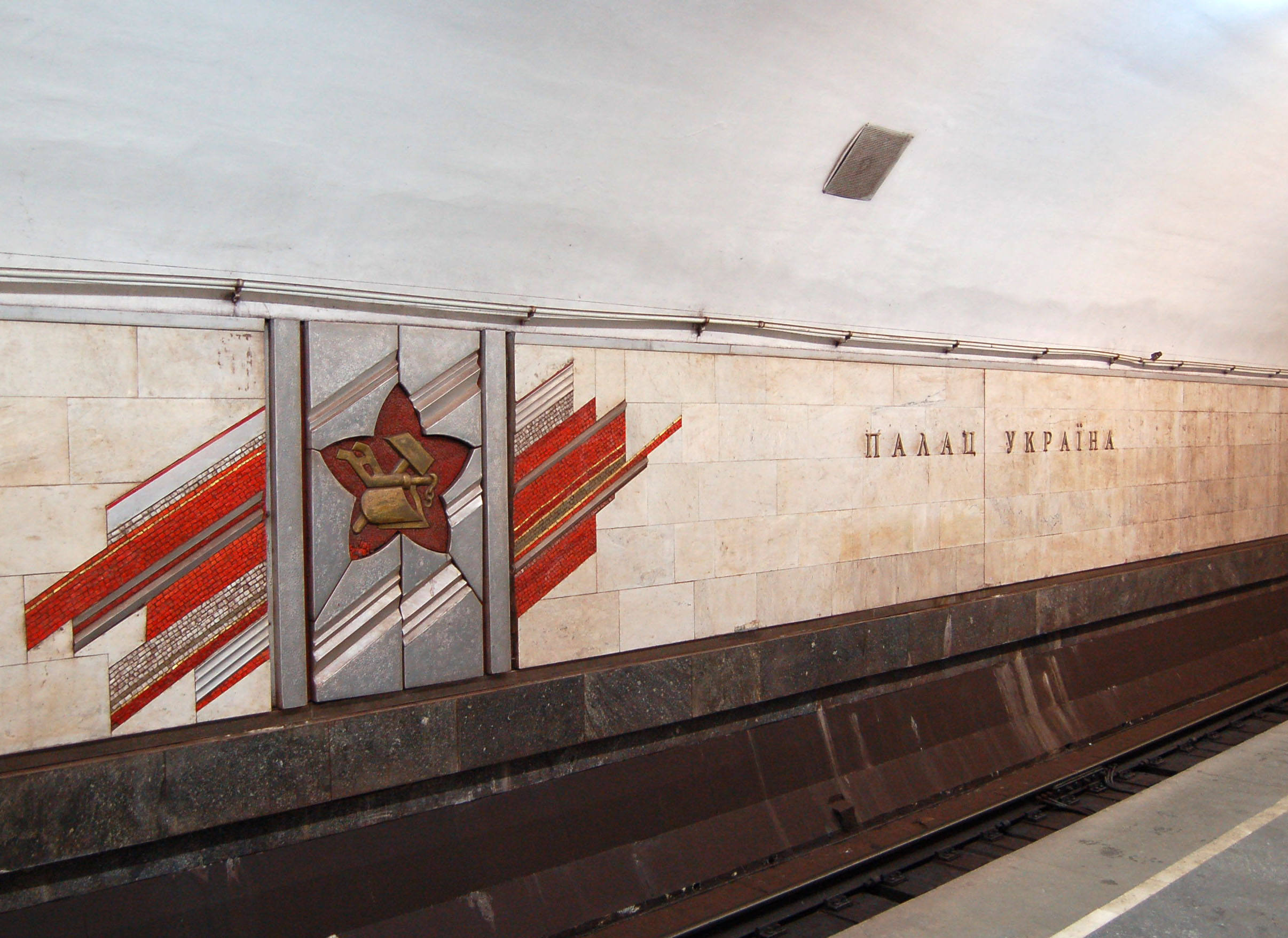
Назва станції на колійній стіні
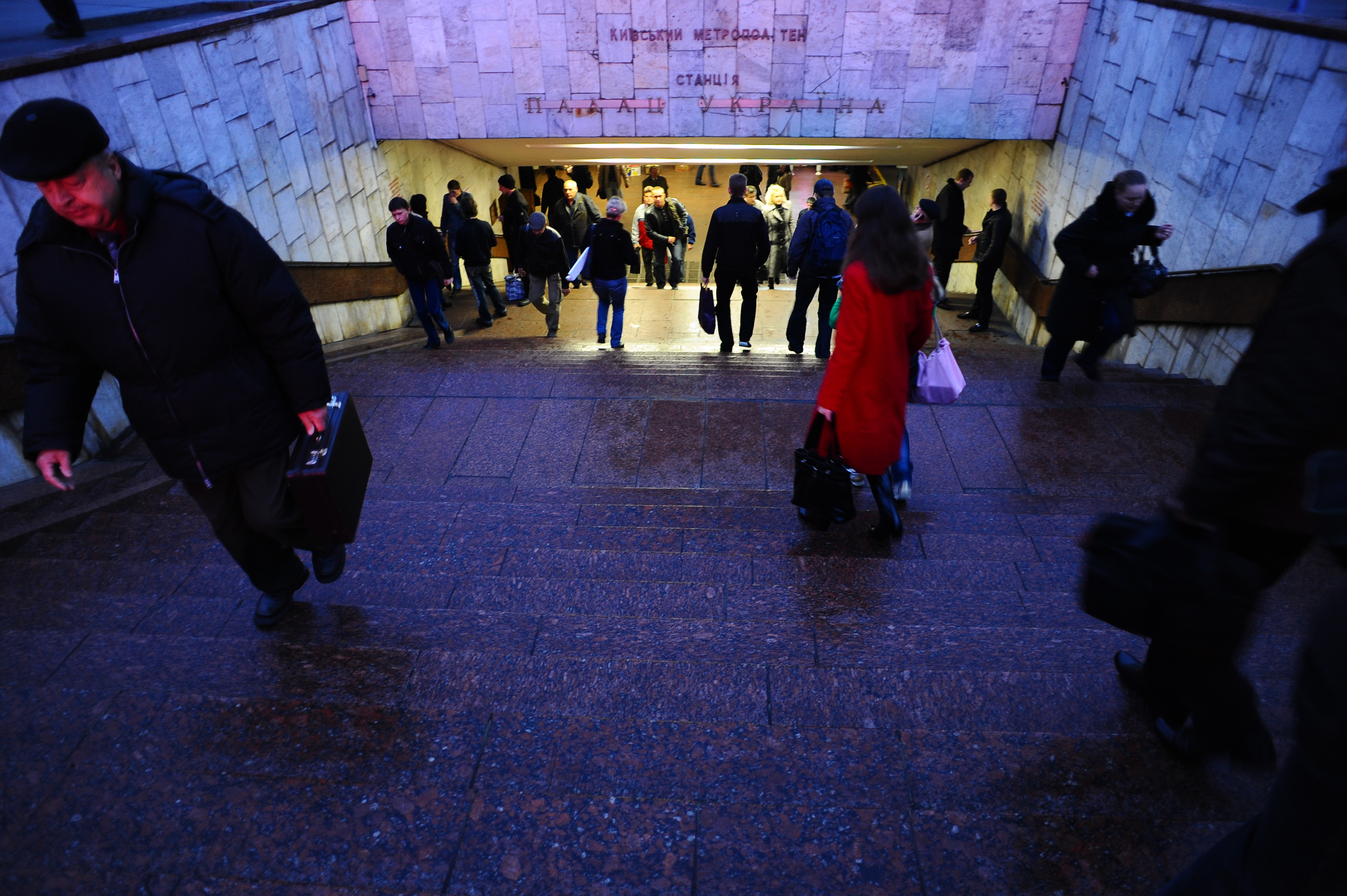
Вхід до станції